# ボクらのホームパーティー
『ボクらのホームパーティー』（OUR HOUSE PARTY）は、川野邉修一監督による2022年11月19日公開の日本映画。

## 概要
川野邉修一監督・初長編映画監督作品。監督自身の経験を基に、とあることから集まる7人のゲイ(男性同性愛者)によるホームパーティーを舞台とし、セクシャル・マイノリティとしての各々の葛藤や複雑な人間模様を描く。
撮影は、カンヌ国際映画祭国際批評家連盟賞や三浦賞など多数受賞する猪本雅三氏を撮影監督に迎え、人間の機微を繊細に映し出す。
出演するキャストは、ワークショップオーディションに参加した総勢100名の俳優からメインキャスト7人を選出。舞台や映画、ドラマ、モデルなど、幅広いフィールドで活躍する俳優陣が、年齢も性格も見た目もバラバラな個性豊かなキャラクターを演じる。

## あらすじ
東京の片隅で、あるホームパーティーが開かれた。そこには、大学生の『智也』（２１）、ゲイバーの店子『将一』（38）、ゲイクラブの店員『直樹』（30）とその友達『正志』（28）。そして、主催者カップルの『彰人』（33）、『靖』（38）のゲイが集まるホームパーティであった。そこに、写真家の『健一』（32）がやってくる。楽しいパーティーは少しずつ形を変え、心に閉じ込めていた各々の気持ちが表面化していき・・・

## キャスト
- 智也：橋詰高志
- 彰人：景山慶一
- 靖：松本亮
- 健一：横路博
- 正志：卯ノ原圭吾
- 直樹：窪田翔
- 将一：井之浦亮介

- 幸平：古矢航之介
- 愛子：ふぁそら
- ゲイバーママ：がいママ
- 和也：坪井東
- 文也：ヒノ影アラン
- ゲイクラブ店長：江南知幸
- 京介：宮寺貴也
- 成瀬清春
- 飯川瑠夏
- 坂下：見里瑞穂
- 遠藤：鈴木拓磨
- 田辺：阪東 ゆう
- 居酒屋店員：井上蓮
- 永里健太郎
- 藤松祥子

## スタッフ
- 撮影：猪本雅三
- 撮影助手（照明）：新里勝也
- 録音：安光雪江
- 編集・演出助手：野坂拓彰
- 制作：村田潤
- 整音：東凌太郎
- 音楽：礒﨑祥吾
- スチール：Sai
- 衣装：福原佐和子
- メイク：東村忠明
- タイトルモーション：藤林久哉
- タイトルデザイン：obktc
- 劇中曲：DJ SHINKAWA、御中レコード
- 英語字幕：アウラ
- 英語翻訳：Annie Iwasaki
- チラシデザイン：潟見陽
- ポスターデザイン：カナイフユキ